# 2021-es Formula–1 magyar nagydíj
A magyar nagydíj a 2021-es Formula–1 világbajnokság tizenegyedik futama volt, július 30-a és augusztus 1-je között tartották meg. A 36. magyar nagydíj helyszíne a mogyoródi Hungaroring volt.

## Választható keverékek
| Abroncs              | Friss | Használt |
| -------------------- | ----- | -------- |
| Kemény keverék (C2)  |       |          |
| Közepes keverék (C3) |       |          |
| Lágy keverék (C4)    |       |          |
| Átmeneti esőgumi (I) |       |          |
| Teljes esőgumi (W)   |       |          |

## Szabadedzések

### Első szabadedzés
A magyar nagydíj első szabadedzését július 30-án, pénteken délelőtt 11:30-tól tartották meg.
| helyezés | versenyző          | csapat/motor          | elért idő | különbség | futott kör |
| -------- | ------------------ | --------------------- | --------- | --------- | ---------- |
| 1        | Max Verstappen     | Red Bull-Honda        | 1:17,555  | –         | 21         |
| 2        | Valtteri Bottas    | Mercedes              | 1:17,616  | +0,061    | 26         |
| 3        | Lewis Hamilton     | Mercedes              | 1:17,722  | +0,167    | 25         |
| 4        | Carlos Sainz Jr.   | Ferrari               | 1:18,115  | +0,560    | 24         |
| 5        | Pierre Gasly       | AlphaTauri-Honda      | 1:18,181  | +0,626    | 27         |
| 6        | Fernando Alonso    | Alpine-Renault        | 1:18,385  | +0,830    | 26         |
| 7        | Charles Leclerc    | Ferrari               | 1:18,391  | +0,836    | 23         |
| 8        | Sergio Pérez       | Red Bull-Honda        | 1:18,466  | +0,911    | 20         |
| 9        | Lando Norris       | McLaren-Mercedes      | 1:18,649  | +1,094    | 26         |
| 10       | Lance Stroll       | Aston Martin-Mercedes | 1:18,755  | +1,200    | 25         |
| 11       | Esteban Ocon       | Alpine-Renault        | 1:18,765  | +1,210    | 26         |
| 12       | Cunoda Júki        | AlphaTauri-Honda      | 1:18,770  | +1,215    | 18         |
| 13       | Sebastian Vettel   | Aston Martin-Mercedes | 1:18,989  | +1,434    | 22         |
| 14       | Daniel Ricciardo   | McLaren-Mercedes      | 1:19,265  | +1,710    | 27         |
| 15       | George Russell     | Williams-Mercedes     | 1:19,724  | +2,169    | 24         |
| 16       | Nicholas Latifi    | Williams-Mercedes     | 1:19,824  | +2,269    | 24         |
| 17       | Mick Schumacher    | Haas-Ferrari          | 1:20,383  | +2,828    | 26         |
| 18       | Robert Kubica      | Alfa Romeo-Ferrari    | 1:20,639  | +3,084    | 26         |
| 19       | Nyikita Mazepin    | Haas-Ferrari          | 1:20,992  | +3,437    | 23         |
| 20       | Antonio Giovinazzi | Alfa Romeo-Ferrari    | 1:21,889  | +4,334    | 5          |

### Második szabadedzés
A magyar nagydíj második szabadedzését július 30-án, pénteken délután 15:00-tól tartották meg.
| helyezés | versenyző          | csapat/motor          | elért idő | különbség | futott kör |
| -------- | ------------------ | --------------------- | --------- | --------- | ---------- |
| 1        | Valtteri Bottas    | Mercedes              | 1:17,012  | –         | 29         |
| 2        | Lewis Hamilton     | Mercedes              | 1:17,039  | +0,027    | 27         |
| 3        | Max Verstappen     | Red Bull-Honda        | 1:17,310  | +0,298    | 24         |
| 4        | Esteban Ocon       | Alpine-Renault        | 1:17,759  | +0,747    | 29         |
| 5        | Sergio Pérez       | Red Bull-Honda        | 1:17,824  | +0,812    | 23         |
| 6        | Pierre Gasly       | AlphaTauri-Honda      | 1:18,113  | +1,101    | 31         |
| 7        | Fernando Alonso    | Alpine-Renault        | 1:18,169  | +1,157    | 27         |
| 8        | Sebastian Vettel   | Aston Martin-Mercedes | 1:18,228  | +1,216    | 31         |
| 9        | Lando Norris       | McLaren-Mercedes      | 1:18,313  | +1,301    | 25         |
| 10       | Lance Stroll       | Aston Martin-Mercedes | 1:18,320  | +1,308    | 30         |
| 11       | Charles Leclerc    | Ferrari               | 1:18,370  | +1,358    | 30         |
| 12       | Carlos Sainz Jr.   | Ferrari               | 1:18,441  | +1,429    | 32         |
| 13       | Daniel Ricciardo   | McLaren-Mercedes      | 1:18,737  | +1,725    | 26         |
| 14       | Kimi Räikkönen     | Alfa Romeo-Ferrari    | 1:19,277  | +2,265    | 21         |
| 15       | George Russell     | Williams-Mercedes     | 1:19,292  | +2,280    | 29         |
| 16       | Nicholas Latifi    | Williams-Mercedes     | 1:19,479  | +2,467    | 30         |
| 17       | Cunoda Júki        | AlphaTauri-Honda      | 1:19,671  | +2,659    | 3          |
| 18       | Mick Schumacher    | Haas-Ferrari          | 1:19,817  | +2,805    | 29         |
| 19       | Antonio Giovinazzi | Alfa Romeo-Ferrari    | 1:20,186  | +3,174    | 28         |
| 20       | Nyikita Mazepin    | Haas-Ferrari          | 1:21,881  | +4,869    | 28         |

### Harmadik szabadedzés
A magyar nagydíj harmadik szabadedzését július 31-én, szombaton 12:00-tól tartották meg.
| helyezés | versenyző          | csapat/motor          | elért idő | különbség | futott kör |
| -------- | ------------------ | --------------------- | --------- | --------- | ---------- |
| 1        | Lewis Hamilton     | Mercedes              | 1:16,826  | –         | 20         |
| 2        | Max Verstappen     | Red Bull-Honda        | 1:16,914  | +0,088    | 13         |
| 3        | Valtteri Bottas    | Mercedes              | 1:17,055  | +0,229    | 15         |
| 4        | Carlos Sainz Jr.   | Ferrari               | 1:17,497  | +0,671    | 20         |
| 5        | Charles Leclerc    | Ferrari               | 1:17,520  | +0,694    | 16         |
| 6        | Lando Norris       | McLaren-Mercedes      | 1:17,772  | +0,946    | 12         |
| 7        | Sergio Pérez       | Red Bull-Honda        | 1:17,917  | +1,091    | 12         |
| 8        | Daniel Ricciardo   | McLaren-Mercedes      | 1:17,942  | +1,116    | 15         |
| 9        | Fernando Alonso    | Alpine-Renault        | 1:17,992  | +1,166    | 15         |
| 10       | Lance Stroll       | Aston Martin-Mercedes | 1:18,050  | +1,224    | 16         |
| 11       | Pierre Gasly       | AlphaTauri-Honda      | 1:18,115  | +1,289    | 17         |
| 12       | Esteban Ocon       | Alpine-Renault        | 1:18,174  | +1,348    | 15         |
| 13       | Sebastian Vettel   | Aston Martin-Mercedes | 1:18,235  | +1,409    | 15         |
| 14       | Cunoda Júki        | AlphaTauri-Honda      | 1:18,461  | +1,635    | 25         |
| 15       | Kimi Räikkönen     | Alfa Romeo-Ferrari    | 1:18,683  | +1,857    | 21         |
| 16       | George Russell     | Williams-Mercedes     | 1:18,794  | +1,968    | 14         |
| 17       | Nicholas Latifi    | Williams-Mercedes     | 1:18,821  | +1,995    | 15         |
| 18       | Antonio Giovinazzi | Alfa Romeo-Ferrari    | 1:19,113  | +2,287    | 14         |
| 19       | Mick Schumacher    | Haas-Ferrari          | 1:19,406  | +2,580    | 15         |
| 20       | Nyikita Mazepin    | Haas-Ferrari          | 1:19,933  | +3,107    | 16         |

## Időmérő edzés
A magyar nagydíj időmérő edzését július 31-én, szombaton délután 15:00-tól futották. 
| helyezés              | rajtszám | versenyző          | csapat/motor          | 1. rész    | 2. rész    | 3. rész  | rajthely | futott kör |
| --------------------- | -------- | ------------------ | --------------------- | ---------- | ---------- | -------- | -------- | ---------- |
| 1                     | 44       | Lewis Hamilton     | Mercedes              | 1:16,424   | 1:16,553   | 1:15,419 | 1        | 19         |
| 2                     | 77       | Valtteri Bottas    | Mercedes              | 1:16,569   | 1:16,702   | 1:15,734 | 2        | 18         |
| 3                     | 33       | Max Verstappen     | Red Bull-Honda        | 1:16,214   | 1:15,650   | 1:15,840 | 3        | 17         |
| 4                     | 11       | Sergio Pérez       | Red Bull-Honda        | 1:17,233   | 1:16,443   | 1:16,421 | 4        | 16         |
| 5                     | 10       | Pierre Gasly       | AlphaTauri-Honda      | 1:16,874   | 1:16,394   | 1:16,483 | 5        | 15         |
| 6                     | 4        | Lando Norris       | McLaren-Mercedes      | 1:17,081   | 1:16,385   | 1:16,489 | 6        | 17         |
| 7                     | 16       | Charles Leclerc    | Ferrari               | 1:17,084   | 1:16,574   | 1:16,496 | 7        | 17         |
| 8                     | 31       | Esteban Ocon       | Alpine-Renault        | 1:17,367   | 1:16,766   | 1:16,653 | 8        | 15         |
| 9                     | 14       | Fernando Alonso    | Alpine-Renault        | 1:17,123   | 1:16,541   | 1:16,715 | 9        | 15         |
| 10                    | 5        | Sebastian Vettel   | Aston Martin-Mercedes | 1:17,105   | 1:16,794   | 1:16,750 | 10       | 15         |
| 11                    | 3        | Daniel Ricciardo   | McLaren-Mercedes      | 1:17,664   | 1:16,871   |          | 11       | 13         |
| 12                    | 18       | Lance Stroll       | Aston Martin-Mercedes | 1:17,038   | 1:16,893   |          | 12       | 12         |
| 13                    | 7        | Kimi Räikkönen     | Alfa Romeo-Ferrari    | 1:17,553   | 1:17,564   |          | 13       | 15         |
| 14                    | 99       | Antonio Giovinazzi | Alfa Romeo-Ferrari    | 1:17,776   | 1:17,583   |          | 14       | 12         |
| 15                    | 55       | Carlos Sainz Jr.   | Ferrari               | 1:16,649   | idő nélkül |          | 15       | 5          |
| 16                    | 22       | Cunoda Júki        | AlphaTauri-Honda      | 1:17,919   |            |          | 16       | 8          |
| 17                    | 63       | George Russell     | Williams-Mercedes     | 1:17,944   |            |          | 17       | 8          |
| 18                    | 6        | Nicholas Latifi    | Williams-Mercedes     | 1:18,036   |            |          | 18       | 8          |
| 19                    | 9        | Nyikita Mazepin    | Haas-Ferrari          | 1:18,922   |            |          | 19       | 9          |
| 20                    | 47       | Mick Schumacher    | Haas-Ferrari          | idő nélkül |            |          | 20       | 0          |
| 107%-os idő: 1:21,548 |          |                    |                       |            |            |          |          |            |

## Futam
A magyar nagydíj futama augusztus 1-én, vasárnap délután, 15:00-tól rajtolt. 
| helyezés | rajtszám | versenyző          | csapat/motor          | futott kör | idő/kiesés oka   | rajthely | pont  |
| -------- | -------- | ------------------ | --------------------- | ---------- | ---------------- | -------- | ----- |
| 1        | 31       | Esteban Ocon       | Alpine-Renault        | 70         | 2:04:43,199      | 8        | 25    |
| 2        | 44       | Lewis Hamilton     | Mercedes              | 70         | +2,736           | 1        | 18    |
| 3        | 55       | Carlos Sainz Jr.   | Ferrari               | 70         | +15,018          | 15       | 15    |
| 4        | 14       | Fernando Alonso    | Alpine-Renault        | 70         | +15,651          | 9        | 12    |
| 5        | 10       | Pierre Gasly       | AlphaTauri-Honda      | 70         | +1:03,614        | 5        | 11[1] |
| 6        | 22       | Cunoda Júki        | AlphaTauri-Honda      | 70         | +1:15,803        | 16       | 8     |
| 7        | 6        | Nicholas Latifi    | Williams-Mercedes     | 70         | +1:17,910        | 18       | 6     |
| 8        | 63       | George Russell     | Williams-Mercedes     | 70         | +1:19,094        | 17       | 4     |
| 9        | 33       | Max Verstappen     | Red Bull-Honda        | 70         | +1:20,244        | 3        | 2     |
| 10       | 7        | Kimi Räikkönen     | Alfa Romeo-Ferrari    | 69         | +1 kör           | 13       | 1     |
| 11       | 3        | Daniel Ricciardo   | McLaren-Mercedes      | 69         | +1 kör           | 11       |       |
| 12       | 47       | Mick Schumacher    | Haas-Ferrari          | 69         | +1 kör           | 20       |       |
| 13       | 99       | Antonio Giovinazzi | Alfa Romeo-Ferrari    | 69         | +1 kör           | 14       |       |
| ki       | 9        | Nyikita Mazepin    | Haas-Ferrari          | 3          | felfüggesztés    | 19       |       |
| ki       | 4        | Lando Norris       | McLaren-Mercedes      | 2          | baleseti sérülés | 6        |       |
| ki       | 11       | Sergio Pérez       | Red Bull-Honda        | 0          | baleseti sérülés | 4        |       |
| ki       | 18       | Lance Stroll       | Aston Martin-Mercedes | 0          | baleset          | 12       |       |
| ki       | 16       | Charles Leclerc    | Ferrari               | 0          | baleset          | 7        |       |
| ki       | 77       | Valtteri Bottas    | Mercedes              | 0          | baleset          | 2        |       |
| kiz[2]   | 5        | Sebastian Vettel   | Aston Martin-Mercedes | 70         | kizárva          | 10       |       |

Megjegyzés:
- ↑ 1:  — Pierre Gasly a helyezéséért járó pontok mellett a versenyben futott leggyorsabb körért további 1 pontot szerzett.
- ↑ 2:  — Sebastian Vettel eredetileg a 2. helyen ért célba, de verseny után kizárták, mert nem  volt elég üzemanyag az autójában.

## A világbajnokság állása a verseny után
| H   | Versenyzők       | Pont | H   | Konstruktőrök         | Pont |
| --- | ---------------- | ---- | --- | --------------------- | ---- |
| 1.  | Lewis Hamilton   | 195  | 1.  | Mercedes              | 303  |
| 2.  | Max Verstappen   | 187  | 2.  | Red Bull-Honda        | 291  |
| 3.  | Lando Norris     | 113  | 3.  | Ferrari               | 163  |
| 4.  | Valtteri Bottas  | 108  | 4.  | McLaren-Mercedes      | 163  |
| 5.  | Sergio Pérez     | 104  | 5.  | Alpine-Renault        | 77   |
| 6.  | Carlos Sainz Jr. | 83   | 6.  | AlphaTauri-Honda      | 68   |
| 7.  | Charles Leclerc  | 80   | 7.  | Aston Martin-Mercedes | 48   |
| 8.  | Pierre Gasly     | 50   | 8.  | Williams-Mercedes     | 10   |
| 9.  | Daniel Ricciardo | 50   | 9.  | Alfa Romeo-Ferrari    | 3    |
| 10. | Esteban Ocon     | 39   | 10. | Haas-Ferrari          | 0    |

(A teljes táblázat)

## Statisztikák
- Vezető helyen:
  - Esteban Ocon: 65 kör (3, 5-37 és 40-70)
  - Lewis Hamilton: 3 kör (1-2 és 4)
  - Fernando Alonso: 2 kör (38-39)
- Lewis Hamilton 101. pole-pozíciója.
- Esteban Ocon 1. futamgyőzelme.
- Az Alpine 1. futamgyőzelme.
- Pierre Gasly 3. versenyben futott leggyorsabb köre.
- Esteban Ocon 2., Lewis Hamilton 173., és Carlos Sainz 4. dobogós helyezése.